# ستيبان ديميتروف
ستيبان ديميتروف هو لاعب تايكوندو مولدوفي، ولد في 10 ديسمبر 1995.

## وصلات خارجية
- ستيبان ديميتروف على موقع TaekwondoData.com (الإنجليزية)